# Gustav Adolfs kyrka, Euraåminne
Gustav Adolfs kyrka eller Euraåminne kyrka (finska: Kustaa Adolfin kirkko eller Eurajoen kirkko) är en luthersk träkyrka i Euraåminne kommun i det finländska landskapet Satakunta. Gustav Adolfs kyrka är huvudkyrkan för Euraåminne församling. Församlingen förvaltar också andra kyrkor, såsom Irjanne kyrka och Luvia kyrka.

## Historia och arkitektur
Gustav Adolfs kyrka färdigställdes enligt Kungliga Intendantskontorets ritningar år 1803 och är den fjärde kyrkan i Euraåminne kyrkby. Den tidigare kyrkan var i dåligt skick redan 1769 och i det närmaste livsfarlig, enligt dåtida källor. Beslutet att bygga en ny kyrka i nyklassisk stil gjordes dock en tid senare, år 1791. Euraåminnes nya kyrka invigdes 6 november 1803, en dag som sammanföll med Gustav IV Adolfs minnesdag och därför fick kyrkan hans namn. Inga tidigare kyrkor kvarstår.
Gustav Adolfs kyrka är korsformad, men saknar kors på taket. Kyrkan har ett klocktorn och sittplatser för cirka 650 personer. 

Målaren till kyrkans altartavla är okänd. Altartavlan föreställer treenigheten. Orgeln i Gustav Adolfs kyrka har 30 stämmor och den byggdes av Kangasala orgelfabrik år 1970. Orgelns fasad är från en äldre Zachariassen-orgel från år 1892. Vid ingången vid den södra flygeln står en fattiggubbe i trä från 1985.

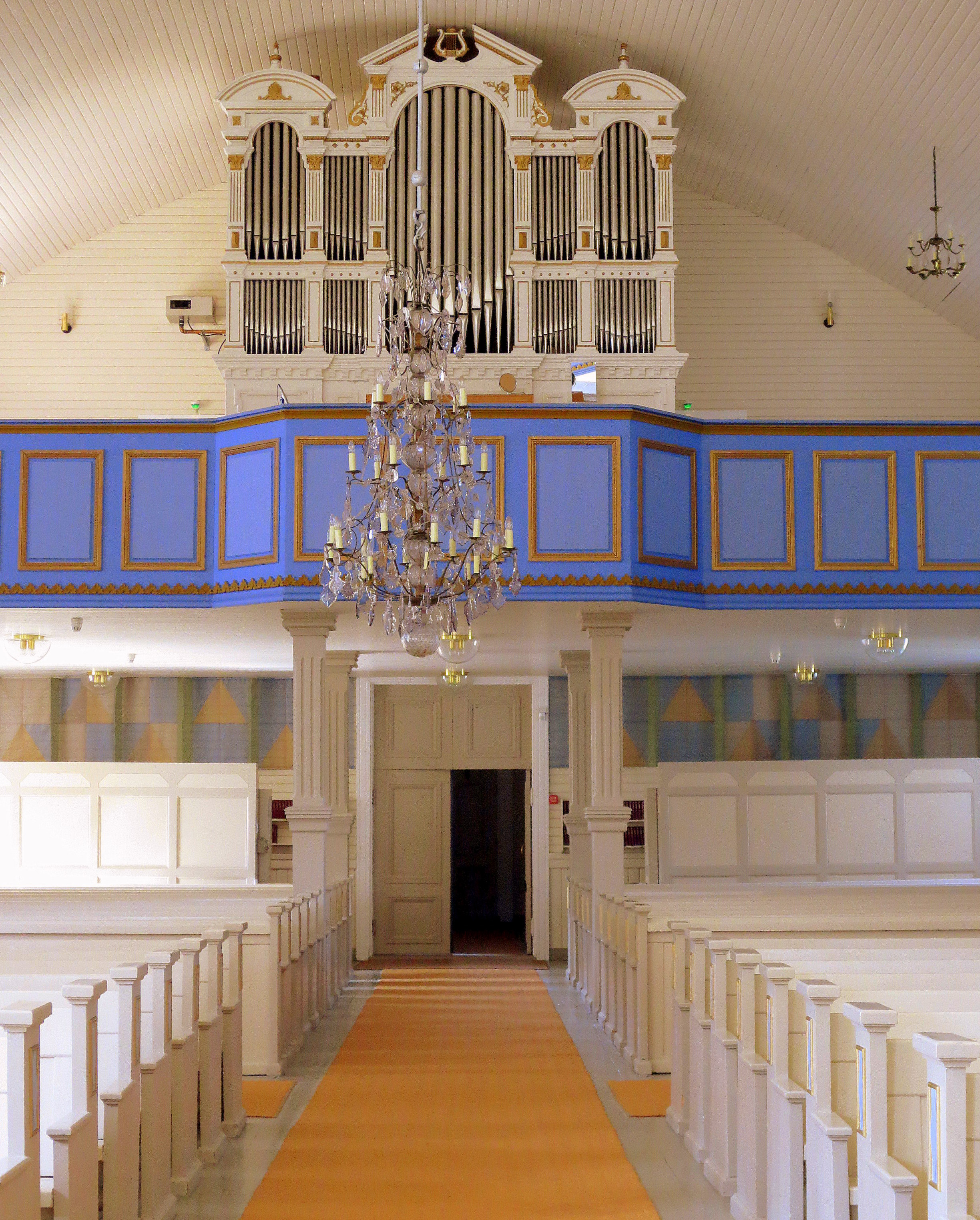
Orgeln i Gustav Adolfs kyrka i Euraåminne.
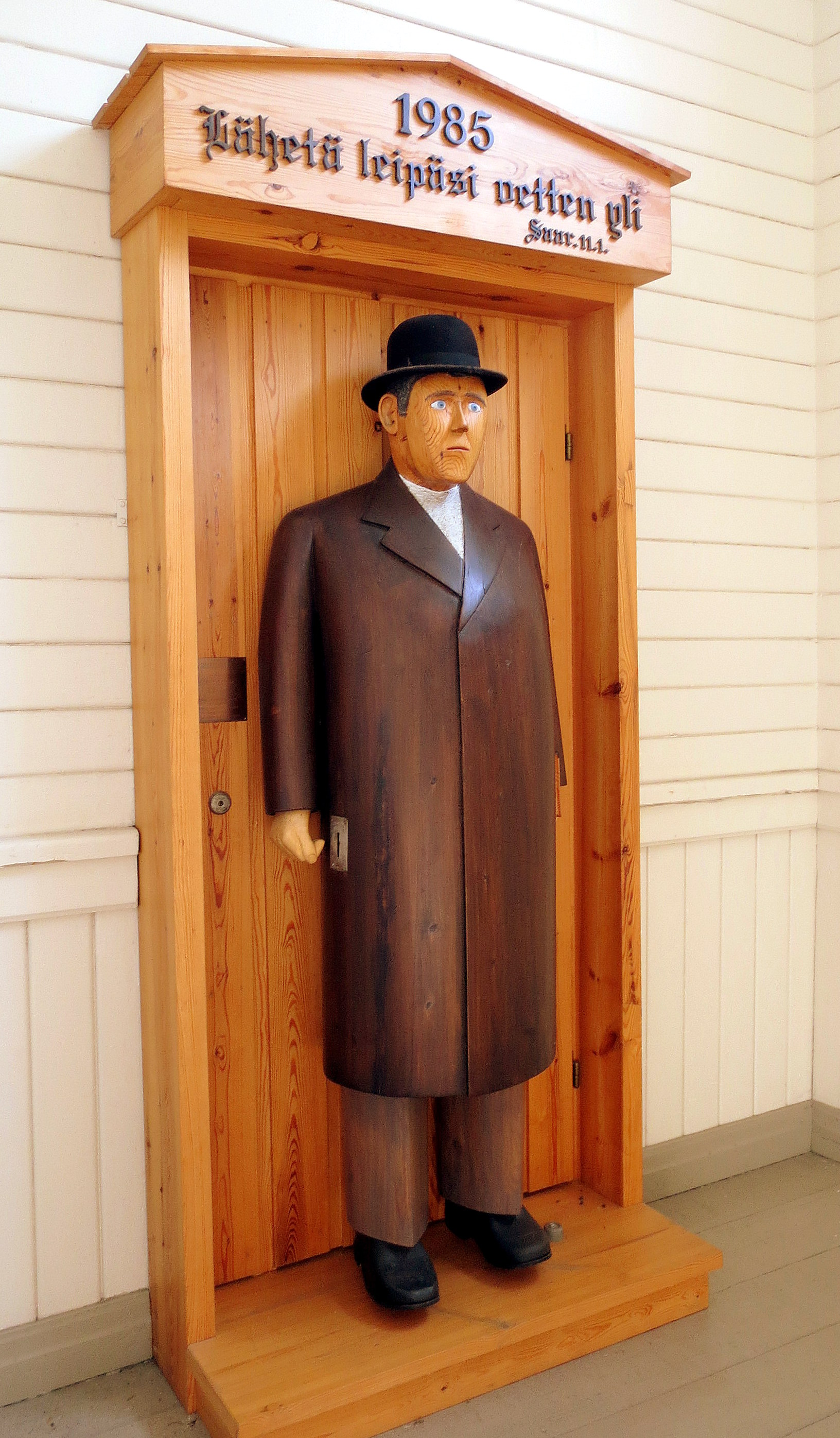
Fattigguben.

Kyrkans klocktorn har tre kyrkklockor. Den äldsta klockan är från år 1690. Runt kyrkan finns en begravningsplats med ett hjältegravsområde. Minnesmärket vid hjältegravsområdet har formgivits av arkitekten Jaakko Paatela och skapats av bildkonstnären Jyrki Sailo.
Bredvid kyrkan finns församlingshuset Tapuli som byggdes 1994. Där bevaras mittenpartiet av en äldre altartavla som målades i Lübeck år 1440. Altartavlan fanns i den medeltida kyrkan i Euraåminne. Två andra församlingsskatter är Biblia Latina från 1480 och Missale Aboense från 1488.